# Cépoe
Cépoe (Κῆπος, Κῆποι), también Cepos, fue una ciudad del Bósforo Cimerio, fundada como colonia de Mileto en el siglo VII a. C. y situada en la costa norte del mar Negro. Plinio el Viejo la ubica entre Hermonasa y Estratoclía pero su situación exacta no está determinada con seguridad, aunque algunos eruditos la han identificado con Artyukhov, en Sennaya (Rusia) donde se han hallado sepulcros milesios. Cerca del lugar fue erigido un monumento por la reina Comosaria del Bósforo, esposa del rey Perisades, dedicado a las deidades Anerges y Astara.